# Caja de distribución

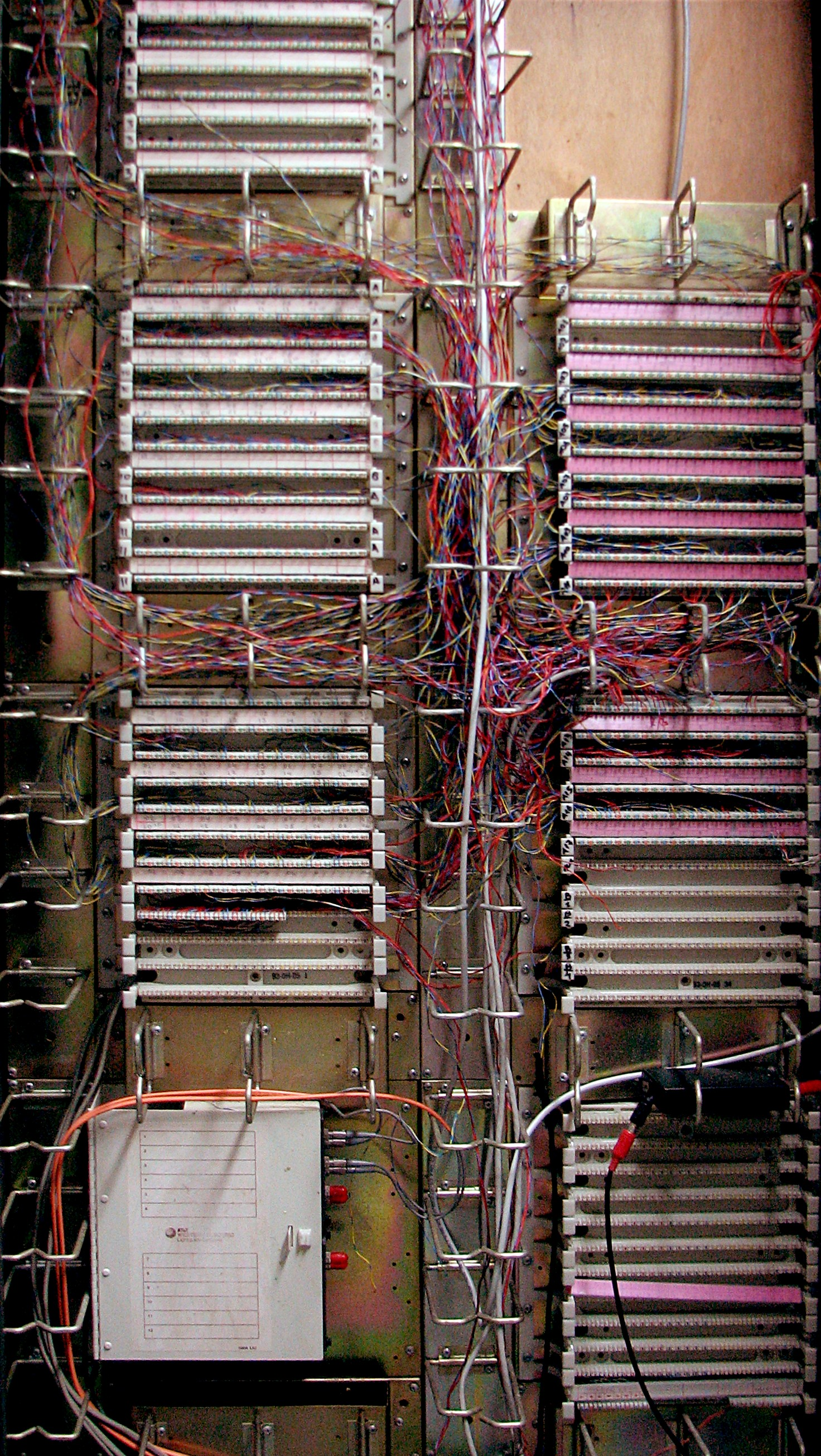
Repartidor de par trenzado no apantallado (cobre) y fibra óptica

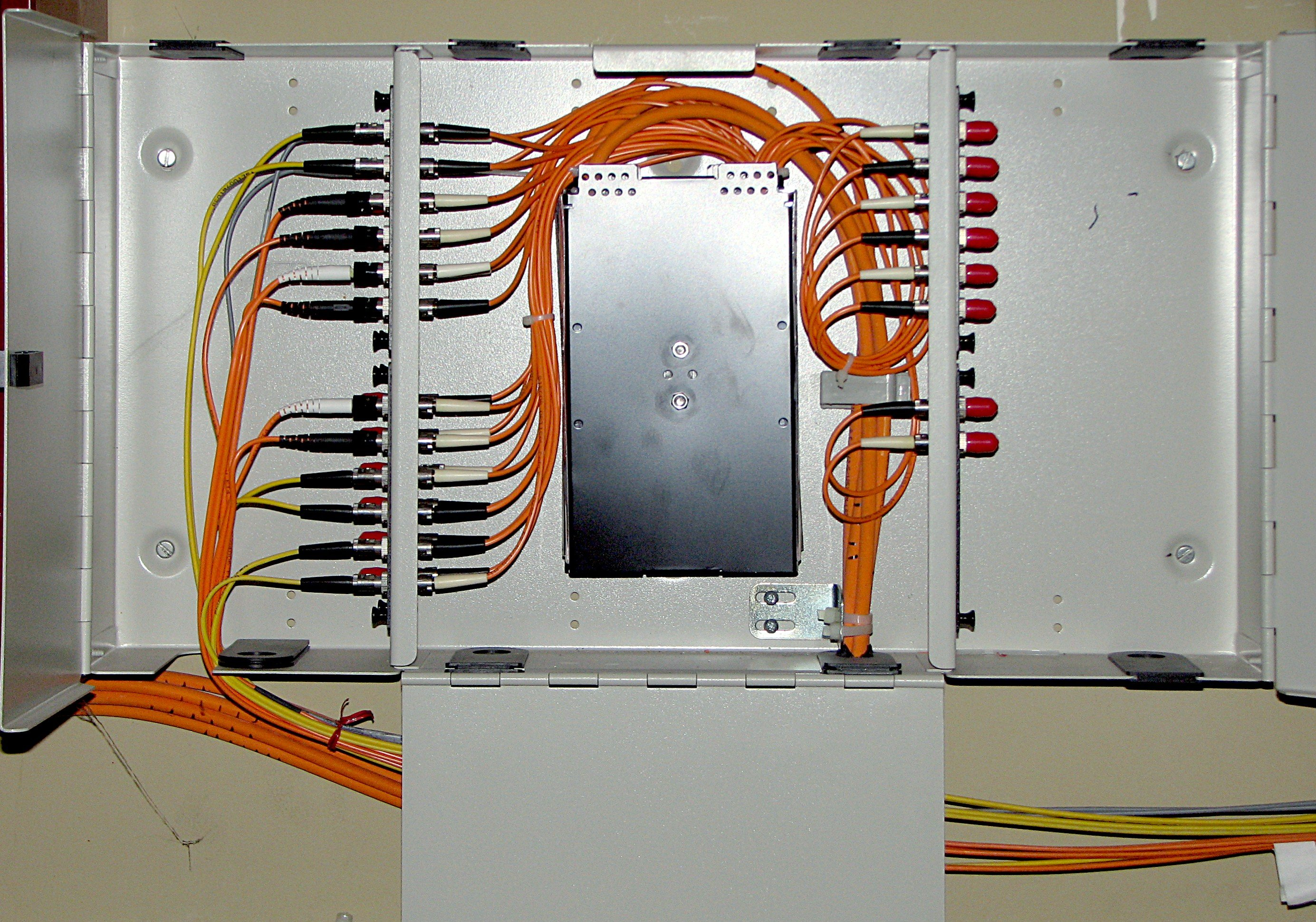
Un repartidor de fibra óptica

En telecomunicaciones, una caja de distribución o repartidor, es un dispositivo pasivo que termina los cables y permite realizar interconexiones arbitrarias.
Por ejemplo, el repartidor principal (MDF) de una central telefónica termina, por un lado, los cables que van a los abonados y, por otro, los cables que van a los equipos activos (DSLAM y conmutadores telefónicos). El servicio se presta a un abonado mediante el cableado manual de un par trenzado (denominado cable puente) entre la línea telefónica y el circuito de línea DSL o POTS correspondiente.
En ingeniería de radiodifusión, un cuadro de distribución es una ubicación dentro de una sala de aparatos por la que pasan todas las señales (audio, vídeo o datos), con capacidad para encaminar y conectar arbitrariamente fuentes y destinos entre estudios y otros puntos internos y externos. Las conexiones pueden soldarse o realizarse mediante bloques de terminales. Dado que el bastidor puede transportar señales de emisión en directo, puede considerarse parte de la cadena aérea.
En comunicación de datos, un cuadro de distribución de edificios (BDF) aloja conmutadores de datos, etc.

## Tipos
Las cajas o marcos de distribución para determinados tipos de señales, suelen tener siglas específicas:
- DDF-Marco de distribución digital.
- IDF-Marco de distribución intermedio.
- MDF-Marco de distribución principal.
- ODF u OFDF-Marco de distribución de fibra óptica.[1]
- VDF-Marco de distribución de voz.

## Modernización
Los cuadros de distribución pueden alcanzar tamaños extremadamente grandes. En las grandes instalaciones, los cuadros de distribución de audio pueden tener hasta 10.000 hilos de cobre independientes de entrada y salida (las señales de audio balanceadas requieren dos hilos más la toma de tierra para cada señal). Las señales telefónicas no utilizan un cable de tierra separado, pero algunas centrales urbanas tienen unos 250.000 cables en su MDF. Instalar y recablear estos puentes es una tarea que requiere mucho trabajo, lo que ha llevado a la industria a intentar crear los llamados repartidores activos o repartidores principales automatizados. Los principales problemas que impiden su adopción generalizada son el coste y la fiabilidad.
Las nuevas consolas de mezclas digitales pueden actuar como puntos de control de un distribuidor o enrutador, que puede gestionar el audio de varios estudios (incluso de varias emisoras de radio o televisión ubicadas en el mismo lugar) al mismo tiempo. Varios bastidores más pequeños, por ejemplo uno para cada estudio, pueden conectarse entre sí mediante fibra óptica (que también ayuda a eliminar los bucles de masa) o con gigabit Ethernet. Esto tiene la ventaja de no tener que conducir docenas de señales a través de paredes (y a veces suelos y techos) hasta un único punto.